# Togwoteeus biceps
Genre
Espèce
Synonymes
- Mitopus biceps Thorell, 1877
- Homolophus punctatus Banks, 1894
- Togwoteeus granipalpus Roewer, 1952

Togwoteeus biceps, unique représentant du genre Togwoteeus, est une espèce d'opilions eupnois de la famille des Sclerosomatidae.

## Distribution
Cette espèce se rencontre aux États-Unis en Idaho, au Montana, au Dakota du Nord, au Dakota du Sud, au Nebraska, au Wyoming, au Colorado, au Nouveau-Mexique, en Arizona, en Utah, au Nevada, en Californie, en Oregon et au Washington et au Canada en Saskatchewan, en Alberta et en Colombie-Britannique.

## Description
Le mâle syntype mesure 5,5 mm et la femelle syntype 7,5 mm.
Les mâles mesurent de 3,60 à 5,76 mm et les femelles de 3,72 à 7,48 mm.

## Systématique et taxinomie
Cette espèce a été décrite sous le protonyme Mitopus biceps par Thorell en 1877. Elle est placée dans le genre Togwoteeus par Levi et Levi en 1955 qui dans le même temps placent Togwoteeus granipalpus en synonymie.

## Publications originales
- Thorell, 1877 : « Descriptions of the Araneae collected in Colorado in 1875, by A. S. Packard jun., M.D. » Bulletin of the U. S. Geological Survey, vol. 3, p. 477-529.
- Roewer, 1952 : « Einige Phalangiiden aus dem Vereinigten Staaten von Nord-Amerika. » Zoologischer Anzeiger, vol. 149, no 11/12, p. 267–273.